# George Karsten
George Henry Herman Karsten o Georg Heinrich Hermann Karsten) (3 de noviembre de 1863 - 7 de mayo de 1937) fue un botánico alemán nacido en Rostock.
En 1885 obtuvo su doctorado en la Universidad de Estrasburgo, y en 1892 recibió su habilitación en botánica en la Universidad de Leipzig. En 1909 se convirtió en profesor en la Universidad de Halle y fue nombrado director del jardín botánico.
Con Heinrich Schenck (1860-1927), fue editor de una revista popular de botánica llamada Vegetationsbilder. Karsten es recordado por sus estudios sobre el fitoplancton, y entre sus obras escritas son las publicaciones sobre el fitoplancton recolectadas en el alta mar durante la Expedición de la Valdivia de 1898 a 1899:

## Algunas publicaciones
- Lehrbuch der Pharmakognosie des Pflanzenreiches für Hochschulen und zum Selbstunterricht mit Rücksicht auf das neue deutsche Arzneibuch (1903) Edición digital University and State Library Düsseldorf

- Das Phytoplankton des Antarktischen Meeres nach dem Material der deutschen Tiefsee-Expedition 1898-1899 (Phytoplankton of the Océano Antártico from the German Deep-sea Valdivia Expedition); (1905)

- Das Phytoplankton des Atlantischen Ozeans nach dem Material der deutschen Tiefsee-Expedition 1898-1899 (Phytoplankton of the Océano Atlántico from the German Deep-sea Valdivia Expedition); (1906)

- Das Indische Phytoplankton nach dem Material der Deutschen Tiefsee-Expedition 1898-1899 (Phytoplankton of the Océano Índico from the German Deep-sea Valdivia Expedition); (1907)

- La abreviatura «G.Karsten» se emplea para indicar a George Karsten como autoridad en la descripción y clasificación científica de los vegetales.[3]